# 徐家拳
徐家拳，山東拳術，為中國武術流派之一，山东省地方非物质文化遗产。

## 源流
徐家拳起源于清朝雍正年间，由徐氏高祖徐盛才所创。徐盛才自幼习武,曾走南闯北拜师学艺，练就一身绝技，创立徐家拳雏形。徐家拳第六代传人徐花葶在咸丰年间（1853年）考取武秀才，同年又被推选为县团练团总。在捻军攻打新泰时，徐花葶训练的武装团严密防守、带头奋勇搏杀，打退捻军，抗敌有功，也從徐花葶開始，對周邊鄉里傳授徐家拳。

## 介紹
徐家拳講究实战，内容体系庞大，主要内容包含了：拳术、对练、器械、拆手、内功、辅助功法等，至今保存完好的器械有春秋刀、石狮、400余斤重的过顶掷石和石锁等。形成了稳、准、狠的基本特征。既有北派功夫出拳快、发力重的特色，又具南派功夫轻灵、迅猛的特点，手法繁多、快捷实用。

## 套路
徒手套路有撞膀锤拳、十字按拳、裁手拳、小劈风拳、二郎拳。器械套路則有棍术、春秋刀、单刀、七节鞭、三节棍、长矛、羊角拐、瘋魔棍等。

## 來源
1. 1 2  姜言明; 郑莉. . 中国非物质文化遗产网·中国非物质文化遗产数字博物馆. 大众日报. 2015-03-24  [2022-12-29]. （原始内容存档于2023-01-19）.
2. ↑  江艳、杜卉（首都体育学院）. . 过期杂志阅读平台_参考网. 当代体育. 2021-09-10  [2022-12-29]. （原始内容存档于2023-01-19）.